# 孫悦 (バスケットボール)
孫悦（そん えつ、スン・ユエ、Sun Yue、1985年11月6日 - ）は、中国のプロバスケットボール選手。河北省滄州市出身。ポジションはポイントガード、シューティングガード、スモールフォワード。身長206cm、体重93kg。身長は全体的に高め。

## 経歴
母国では北京オリンピアンズに所属。2007年のNBAドラフトで2巡目全体40位でロサンゼルス・レイカーズに指名された。2006年バスケットボール世界選手権中国代表にも選ばれたがあまり出場機会を与えられなかった。2008年北京オリンピック中国代表に選出される。同年、レイカーズと2年契約を結んだ。
2009年3月6日、Dリーグのロサンゼルス・ディーフェンダーズに送られた。

## プレイスタイル
運動量の豊富なスコアラー。本来はガードであるが、その長身故にスモールフォワードとして起用されることもある。巧みなボール捌きゆえにポイントガードを任されることもあるユーティリティープレイヤーである。ロサンゼルス・レイカーズではトライアングル・オフェンスに順応するのに時間がかかり、活躍の場がなかった。